# Boophis feonnyala
Boophis feonnyala är en groddjursart som beskrevs av Glaw, Vences, Andreone och Denis Vallan 200. Boophis feonnyala ingår i släktet Boophis och familjen Mantellidae. IUCN kategoriserar arten globalt som otillräckligt studerad. Inga underarter finns listade.